# Naturtrompete

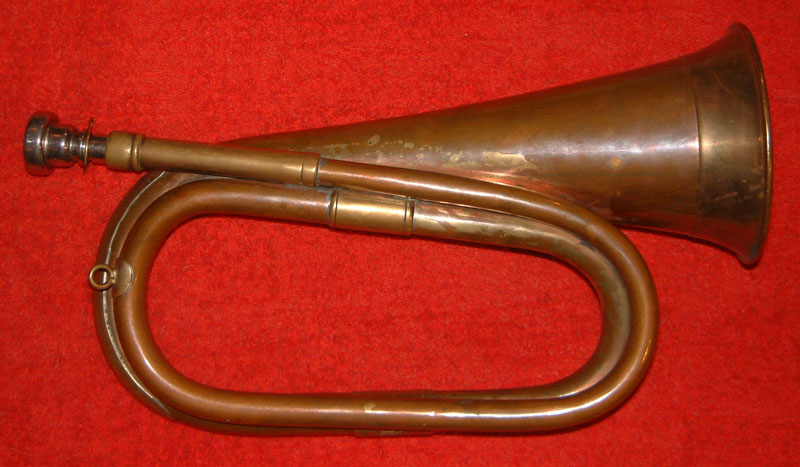
Clairon (Signaltrompete)

Naturtrompete ist eine Trompete, die nicht mit Ventilen, Klappen (siehe Klappentrompete) oder Intonationsausgleichslöchern zur Tonhöhenveränderung ausgestattet ist und daher nur die Töne der Naturtonreihe hervorbringen kann. Zur Physik der Tonerzeugung siehe den Artikel Polsterpfeife. 
Naturinstrumente sind bei einer Vielzahl antiker Völker wie Ägyptern, Griechen, Etruskern, Römern, Kelten und Germanen belegt. Auch in Asien wurde das Instrument verwendet, u. a. in Indien, China und Tibet. Typischerweise wurden Naturtrompeten in der Antike insbesondere für liturgische und militärische Anlässe eingesetzt. Naturhörner unterscheiden sich nach der Tonerzeugung nicht von Naturtrompeten. Die Abgrenzung zwischen eher zylindrischen Trompeten von eher konischen Hörnern ist für europäische Instrumente aus Metall unscharf und bei Naturtoninstrumenten allgemein ungeeignet.

## Geschichte der Naturtrompeten in Europa
Im späten Mittelalter wurde die Busine in ihrer langgestreckten Form (Geradtrompete) überwiegend für militärische oder höfische Zwecke genutzt. Die Kunst des Biegens von Metallrohren, die in der Antike bekannt war, war zu diesem Zeitpunkt verloren gegangen und wurde erst um 1400, kurz vor Beginn der Neuzeit, wiederentdeckt. Seit dieser Zeit haben Naturtrompeten meist eine gewundene Form.

### Bauform im 17. und 18. Jahrhundert

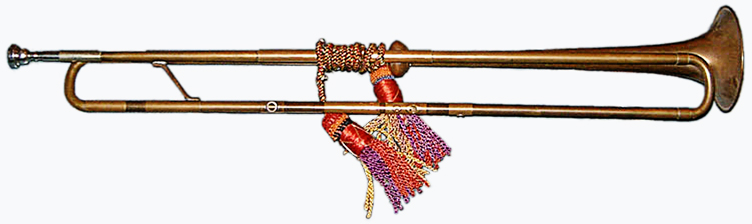
Barocktrompete (Nachbau)

In dieser Zeit entwickelte sich das frühbarocke, wenig ausladende Schallstück (Bsp. Nagel) zum ausladenden hochbarocken Schallstück (Bsp. Haas). Ein großer Teil erhaltener Instrumente des 17. und 18. Jahrhunderts sind in einer Bauweise ausgeführt, welche vor allem in deutschsprachigen Gebieten genutzt wurde: zwei identische zylindrische Rohre, welche durch zwei zylindrische (180 Grad) Bögen mit dem Schallstück verbunden sind. Die Verbindungen wurden gesteckt, nicht gelötet, jedoch durch Zwingen verstärkt. Einer der Bögen wurde mit einem Draht durch ein kleines Loch im Schallstück verbunden. Schallstück und Mundrohr wurden mit einer Kordel durch einen Holzklotz verbunden. Am Schallstück befindet sich ein Knauf, welcher jedoch auch nicht angelötet ist (es wird deshalb nicht empfohlen, das Instrument daran zu halten!). Insbesondere in Nürnberg, welches zu dieser Zeit in der Metallverarbeitung europaweit eine Führungsposition eingenommen hatte, entstanden berühmte Trompeten-Manufakturen – wie Hainlein, Ehe, Haas, um einige zu benennen. Diese belieferten europaweit Höfe. In England entstand eine eigene Bauform, welche sich im Design stark von der deutschen unterscheidet. Die Rohre werden durch einen vergrößerten, fest mit dem Schallstück verbundenen Knauf zusammengehalten. Beispiele für englische Instrumentenbauer wären Bull, Winkins, Hofmaster. Naturtrompeten wurden zu dieser Zeit mit Setzstücken und Krummbögen gestimmt.

### Spielweise
Bis zu dieser Zeit dienten Naturtrompeten hauptsächlich als Signalinstrument im militärischen Einsatz. Man begann sie nun jedoch in die Kunstmusik zu integrieren. Der Großteil der Musik zu Beginn war Aufzugsmusik, welche von einem Trompeten- und Paukenensemble gespielt wurde. Zu Beginn des 17. Jahrhunderts, zum Beispiel bei Bendinelli, wurde diese noch improvisiert, später wurde sie komplett notiert (beispielsweise Charamela Real). Frühe Beispiele für konzertante Musik finden sich bei Fantini (1600–1675), der verschiedene Baletto, Brando, Saltarello, Capriccio, Corrente und Sonaten schrieb. Diesen Stücken ist ein teilweise bezifferter Generalbass unterlegt. Bachs Musik hat jedoch, aufgrund ihrer enormen Herausforderungen und des teilweise unorthodoxen Einsatzes der Bläser, bis heute eine gewisse Sonderstellung im Repertoire. Das Clarinspiel erlebte seine letzte Blüte in Wien, wo der notierte Tonraum bis zum 24. Naturton erweitert wurde (Trompetenkonzert in D von Michael Haydn (1737–1806)).
| Note | Fantini      |
| ---- | ------------ |
| C    | Sotto Basso. |
| c    | Basso.       |
| g    | Vurgano.     |
| c    | Striano      |
| e    | toccata      |
| g    | quinta       |

Die Naturtonreihe ist eine Abfolge von Tönen, welche im mathematischen Verhältnis 1 : 2 : 3 : 4 : 5 … zueinander stehen und auf der Naturtrompete erzeugt werden können. Dies ergibt die Folge C, c, g, c1, e1, g1, b1 (tief), c2, d2, e2, f2 oder fis2 (11. Naturton, schwebt zwischen f2 und fis2), g2, a2 (tief), b2 (tief), h2, c3 usw. Diese Naturtöne werden im Körper gebildet und mithilfe von Lippenvibration auf das Instrument übertragen.
In der Barockzeit unterschied man in der Trompetentechnik generell zwei Blastechniken, welche gleichzeitig das Instrument in zwei Register einteilen: Prinzipal- und Clarinblasen.
Prinzipalblasenbeinhaltet das tiefe Register und entwickelte sich aus dem Feldstück (Signalblasen).
Nach Johann Ernst Altenburg: „Der Principal oder das Principalblasen, wird nie allein geblasen, sondern ist eigentlich die tieffste Stimme bey vierstimmigen Stücken, die man gewöhnlich Aufzüge nennt, (…) daher muss der Principal bald den Bass, bald auch eine Mittelstimme vorstellen. Principal heisst er wol deswegen, weil er mit den Principal oder Haupttönen das ganze Trompeter Chor führt“.
Clarinblasenbeginnt ab dem 8. Naturton.
Johann Ernst Altenburg: „Wir verstehn unter Clarin oder unter einer Clarinstimme ungefähr das, was unter den Singstimmen der Discant ist, nemlich eine gewisse Melodie, welche größtentheils in der zweygestrichenen Oktave, mithin hoch und hell geblasen wird.“
Eine große Herausforderung an einen Clarinbläser stellen der 7., 11., 13. und 14. Naturton. Diese müssen im musikalischen Zusammenhang vom Clarinisten in die richtige Richtung getrieben werden – „Verbesserung der unreinen klänge“.
Einen wichtigen Aspekt in der Ausbildung zum Clarinisten war die Artikulationslehre. Ein frühes Beispiel dafür findet sich in Modo per imperare a sonare la Tromba von Girolamo Fantini. Die Töne werden, ähnlich anderen Blasinstrumentenschulen, mit Artikulationssilben versehen.
Johann Ernst Altenburg: „Manche Passagen müssen gestossen, andere hingegen gezogen oder geschleift werden. Es ist zwar nicht möglich, alle Fälle zu bestimmen, wo das Abstossen oder Ziehen erfordert wird – denn die gehörige Anwendung dieser verschiedenen Arten des Vortrages muss man guten Spielern und Sängern gleichsam abzulernen suchen.“
Gegen Ende des 18. Jahrhunderts beginnt ein schneller Wandel in der Trompetentechnik. Es wird vermehrt nach einer Möglichkeit zur Modulation gesucht, auch möchte man das tiefe Register der Trompete melodisch erschließen. Dieser Wandel führt über Versuche mit Stopfen oder Klappensystemen schlussendlich zum Ventil (um 1815). Die durch das Kornett demonstrierte Beweglichkeit führte dazu, dass auch Trompeten kürzer gebaut wurden.
Dennoch wurden bis weit ins 19. Jahrhundert Naturtrompeten in der Orchesterliteratur eingesetzt.
Heute werden Naturtrompeten hauptsächlich zur Wiedergabe von Musik aus dem Barock eingesetzt, vor allem im Zusammenhang mit der historischen Aufführungspraxis. An der Schola Cantorum Basiliensis in Basel lehrt seit 2001 Jean François Madeuf das Clarinspiel.

## Weitere Naturtrompeten
Historische Trompeten
- Buki – Metalltrompete in Georgien
- Carnyx – Trompete mit Tierkopf der eisenzeitlichen Kelten
- Chazozra – eine israelitische Trompete
- Cornu – ein römisches Signalhorn
- Lituus – ein etruskisches Horninstrument
- Lure (Kriegstrompete) – eine germanische Trompete der Bronzezeit, die im Kult eingesetzt wurde
- Scheneb – eine altägyptische Trompete

Heutige Trompeten
|  | Info zur Audio-Datei |

- Alphorn – das bekannte Schweizer Nationalsymbol
- Amakondera – Quertrompeten aus Bambus und Kalebassen in Ruanda und Uganda
- Bazuna – Holztrompete in der Kaschubei im Norden Polens
- Bhankora – gerade Kupfertrompete in der Region Garhwal in Nordindien
- Büchel, kurze Schweizer Holztrompete mit gefalteter Spielröhre
- Dung – Naturtrompeten in der tibetisch-buddhistischen Ritualmusik, darunter die Langtrompete Dungchen
- Elfenbeintrompete, weitgehend historische, in Westafrika noch lebendige Tradition von Zeremonialtrompeten und Insignien der Herrscher
- Fakürt – Holztrompete in Ungarn
- Kakaki – eine westafrikanische Trompete
- Karna – gerade, meist lange Metalltrompete in Indien und Zentralasien
- Kombu – in Südindien, Shringa in Nordindien, S-förmig oder im Halbkreis gebogene Metalltrompeten
- Malakat – im Hochland von Äthiopien, Bambusrohr mit Schallbecher aus Metall oder aus einer Kalebasse
- Nafīr – historische Metalltrompete im Orient, die noch in Marokko und Malaysia vorkommt
- Tirucinnam – gerade Messingtrompete in Südindien, die als einzige paarweise von einem Musiker geblasen wird
- Trembita – Holztrompete in den Karpaten
- Tröte – überwiegend als Effekt- oder Lärminstrumente verwendete Naturtrompeten
- Trutruka – lange Bambustrompete der Mapuche in Südamerika
- Vuvuzela – eine südafrikanische Tröte
- Waza – Trompete aus Kalebassen der Berta in Sudan und Äthiopien